# Religioses de la Companyia de Santa Úrsula
Les Religioses de la Companyia de Santa Úrsula (en francès Religieuses de la Compagnie de Sainte-Ursule de Dole) o Companyia de Santa Úrsula de Dole, són un institut religiós femení de dret pontifici, concretament una congregació religiosa fundada al segle xvii per a l'ensenyament de les nenes.

## Història
En acabar el segle xvi, diverses comunitats religioses femenines es dedicaven a l'ensenyament femení; la majoria, però, eren monàstiques i de clausura (com les benedictines o les Canongesses de Sant Agustí) i només ensenyaven noies de classes benestants i nobles. Cap al 1585 Anne de Xainctonge (1567-1621) va pensar a crear una nova congregació femenina, inspirada en l'espiritualitat i regla de la Companyia de Jesús, on les religioses tinguessin una vida en comunitat, però no clausura ni vots solemnes, i dedicades a l'ensenyament de noies de qualsevol condició social.
Prengué com a model, també, les comunitats ursulines d'Àngela Merici, però veient que les ursulines de França prenien la Regla de Sant Agustí i vivien en clausura monàstica, va marxar a Dole (Franc Comtat, llavors possessió de la Corona d'Espanya). Hi obtingué un breu apostòlic del papa Climent VIII (29 de novembre de 1603) que permetia que s'hi establissin ursulines seglars, segons la regla de les Germanes Ursulines de Sant Carles de Milà (aprovada per Gregori XIII el 1582). No obstant això, les ursulines de Dole seguiren primer la regla de les ursulines seglars de Ferrara (1584), que havia estat adoptada per la comunitat de Tournon en 1597).
Jean Doroz, bisbe de Lausana, Ginebra i Friburg, concedí l'aprovació per erigir la casa de Dole en congregació el 24 de gener de 1606 i l'arquebisbe de Besançon Ferdinand de Rye la confirmà en 29 de maig de 1614. En 16 de març de 1622 Rye els concedí d'obrir cases i escoles a tot el territori diocesà. Les classes a l'escola de Dole començaren, de fet, el 16 de juny de 1606: eren classes públiques, gratuïtes i sense distinció de classes.
En 1623 la comunitat adoptà la regla redactada per la fundadora amb l'ajut del jesuïta Étienne Guyon. L'institut obrí cases a Suïssa, Alemanya i França, que, en ésser autònomes, acabaren formant noves congregacions independents. La societat fou aprovada formalment per un breu d'Innocenci X (1648), confirmat per Innocenci XI (1678).
A l'època de la Revolució francesa les ursulines de Dole eren unes 200 i tenien nou cases. La congregació fou suprimida en 1792 i restaurada en 1801, amb vuit germanes dirigides per la Mare de Verse. La mare Roland de Bussy, que havia estat a Dole, obrí una nova casa a Tours en 1814. La Santa Seu reconegué la congregació com a institut de dret pontifici en 1881.
Des de Tours es fundaren noves cases fins que les lleis anticlericals de 1901 les expulsaren de França. Les germanes de Tours marxaren a Haverloolez-Bruges (Bèlgica). Des d'aquí es difongueren a Nova York (1901, amb branques a Providence (Rhode Island) (1911), Roma (1904), Sluis (Països Baixos, 1911).

## Activitat i difusió
Les Ursulines de Dole o de Xainctonge es dediquen a l'educació de les joves, seguint l'espiritualitat ignasiana.
Tenen cases a França i Bèlgica, amb la seu general a Dole (Jura). En acabar 2005, eren 41 germanes en vuit cases.

## La federació
Amb el temps, de la congregació de Dole sortiren cases que donaren origen a branques autònomes de la Companyia de Santa Úrsula. El 1956, arran dels 350 anys de la fundació de la casa mare, les diferents comunitats decidiren de formar una federació. Els estatuts en foren aprovats per la Santa Seu el 15 de juny de 1965 i, definitivament, el 5 de novembre de 1970. En formen part:
- les Religioses de la Companyia de Santa Úrsula de Dole;
- la Companyia de Santa Úrsula de Friburg, fundada el 27 de març de 1634 per les ursulines de Porrentruy (fundades per les de Dole el 1619 i unides a les de Friburg el 1947); des de 1969 tenen filials al Txad;
- la Companyia de Santa Úrsula de Brig, fundada en 1661 per les ursulines de Friburg i independents des de 1672; té filials a Sud-àfrica, l'Índia i Romania);
- la Companyia de Santa Úrsula de Sion, fundada en 1865 per les de Briga i independent des de 1884; té filials a la Costa d'Ivori);
- les Germanes de la Companyia de Santa Úrsula de la Santa Verge de Tours, fundades en 1814 per la mare Roland de Bussy, que havia estat religiosa de Dole. Institut diocesà des de 1899, té filials als Estats Units i la República Democràtica del Congo);
- la Companyia de Santa Úrsula de Friburg de Brisgòvia, casa sui iuris fundada el 1696 per les ursulines de Lucerna (derivades al seu torn de les de Friburg de Suïssa i suprimides en 1847), dissoletes en el Kulturkampf i refundades en 1892;
- la Companyia de Santa Úrsula de Villingen, casa sui iuris fundada el 1772 per les ursulines de Friburg de Bresgau per fer-se càrrec d'una escola de les clarisses que Josep II del Sacre Imperi Romanogermànic volia suprimir.

Les set branques han adoptat constitucions comunes basades en la regla d'Anne de Xainctonge de 1623.